# Erich Koehler
Erich Koehler, nemški general in vojaški veterinar, * 26. julij 1885, † 14. januar 1955.